# Mramorsko Brdo
Mramorsko Brdo (em cirílico: Мраморско Брдо) é uma vila da Sérvia localizada no município de Merošina, pertencente ao distrito de Nišava. A sua população era de 189 habitantes segundo o censo de 2011.

## Demografia
| 1948 | 1953 | 1961 | 1971 | 1981 | 1991 | 2002 | 2011 |
| ---- | ---- | ---- | ---- | ---- | ---- | ---- | ---- |
| 73   | 69   | 57   | 52   | 62   | 62   | 67   | 189  |